# 1165
Il 1165 (MCLXV in numeri romani) è un anno  del XII secolo.

## Eventi
- Pistoia riceve il diploma di Imperio fidelissima da Federico Barbarossa.
- il 23 novembre, papa Alessandro III fa ritorno a Roma, città che era stato costretto ad abbandonare per trovare rifugio in Francia, a Sens, alla corte del re Luigi VII.

## Nati
- 28 luglio - Ibn Arabi, filosofo, mistico e poeta arabo († 1240)
- 21 agosto - Filippo II di Francia, re († 1223)
- 1º novembre - Enrico VI di Svevia, sovrano († 1197)
- Alberto di Riga, arcivescovo cattolico e politico tedesco († 1229)
- Yehuda Alharizi, poeta spagnolo († 1225)
- Blacatz, trovatore francese († 1235)
- Enrico I di Brabante, condottiero tedesco († 1235)
- Giovanna d'Inghilterra, regina († 1199)
- Riccardo I Orsini, nobile italiano († 1197)
- Philippe de Plaissis, cavaliere medievale francese († 1209)
- Rambaldo di Vaqueiras, trovatore e militare francese († 1207)
- Ruben II d'Armenia, principe († 1170)
- Shizuka Gozen, danzatrice giapponese († 1211)
- Simone Stock, santo e religioso inglese († 1265)
- Raoul de Houdenc, poeta francese († 1230)
- Sofia di Savoia, nobildonna italiana († 1202)

## Morti
- 7 febbraio - Stefano d'Armenia
- 11 aprile - Stefano IV d'Ungheria, re ungherese (n. 1133)
- 11 aprile - Ibn al-Tilmīdh, medico arabo (n. 1074)
- 5 settembre - Nijō, imperatore giapponese (n. 1143)
- 9 dicembre - Malcolm IV di Scozia, re scozzese (n. 1141)
- Ibn Hubayra, giurista arabo (n. 1104)
- Archipoeta, poeta tedesco (n. 1130)
- Giovanni il Maresciallo, nobile inglese
- Muhammad al-Idrisi, geografo e viaggiatore arabo
- Giordano Orsini, cardinale italiano
- Sibilla d'Angiò, contessa

## Calendario
| Calendario 1165 | Calendario 1165 | Calendario 1165 | Calendario 1165 | Calendario 1165 | Calendario 1165 | Calendario 1165 | Calendario 1165 | Calendario 1165 | Calendario 1165 | Calendario 1165 | Calendario 1165 | Calendario 1165 | Calendario 1165 | Calendario 1165 | Calendario 1165 | Calendario 1165 | Calendario 1165 | Calendario 1165 | Calendario 1165 | Calendario 1165 | Calendario 1165 | Calendario 1165 | Calendario 1165 | Calendario 1165 | Calendario 1165 | Calendario 1165 | Calendario 1165 | Calendario 1165 | Calendario 1165 | Calendario 1165 | Calendario 1165 | Calendario 1165 |
| --------------- | --------------- | --------------- | --------------- | --------------- | --------------- | --------------- | --------------- | --------------- | --------------- | --------------- | --------------- | --------------- | --------------- | --------------- | --------------- | --------------- | --------------- | --------------- | --------------- | --------------- | --------------- | --------------- | --------------- | --------------- | --------------- | --------------- | --------------- | --------------- | --------------- | --------------- | --------------- | --------------- |
|                 | 1               | 2               | 3               | 4               | 5               | 6               | 7               | 8               | 9               | 10              | 11              | 12              | 13              | 14              | 15              | 16              | 17              | 18              | 19              | 20              | 21              | 22              | 23              | 24              | 25              | 26              | 27              | 28              | 29              | 30              | 31              |                 |
| Gennaio         | Ve              | Sa              | Do              | Lu              | Ma              | Me              | Gi              | Ve              | Sa              | Do              | Lu              | Ma              | Me              | Gi              | Ve              | Sa              | Do              | Lu              | Ma              | Me              | Gi              | Ve              | Sa              | Do              | Lu              | Ma              | Me              | Gi              | Ve              | Sa              | Do              |                 |
| Febbraio        | Lu              | Ma              | Me              | Gi              | Ve              | Sa              | Do              | Lu              | Ma              | Me              | Gi              | Ve              | Sa              | Do              | Lu              | Ma              | Me              | Gi              | Ve              | Sa              | Do              | Lu              | Ma              | Me              | Gi              | Ve              | Sa              | Do              |                 |                 |                 |                 |
| Marzo           | Lu              | Ma              | Me              | Gi              | Ve              | Sa              | Do              | Lu              | Ma              | Me              | Gi              | Ve              | Sa              | Do              | Lu              | Ma              | Me              | Gi              | Ve              | Sa              | Do              | Lu              | Ma              | Me              | Gi              | Ve              | Sa              | Do              | Lu              | Ma              | Me              |                 |
| Aprile          | Gi              | Ve              | Sa              | Do              | Lu              | Ma              | Me              | Gi              | Ve              | Sa              | Do              | Lu              | Ma              | Me              | Gi              | Ve              | Sa              | Do              | Lu              | Ma              | Me              | Gi              | Ve              | Sa              | Do              | Lu              | Ma              | Me              | Gi              | Ve              |                 |                 |
| Maggio          | Sa              | Do              | Lu              | Ma              | Me              | Gi              | Ve              | Sa              | Do              | Lu              | Ma              | Me              | Gi              | Ve              | Sa              | Do              | Lu              | Ma              | Me              | Gi              | Ve              | Sa              | Do              | Lu              | Ma              | Me              | Gi              | Ve              | Sa              | Do              | Lu              |                 |
| Giugno          | Ma              | Me              | Gi              | Ve              | Sa              | Do              | Lu              | Ma              | Me              | Gi              | Ve              | Sa              | Do              | Lu              | Ma              | Me              | Gi              | Ve              | Sa              | Do              | Lu              | Ma              | Me              | Gi              | Ve              | Sa              | Do              | Lu              | Ma              | Me              |                 |                 |
| Luglio          | Gi              | Ve              | Sa              | Do              | Lu              | Ma              | Me              | Gi              | Ve              | Sa              | Do              | Lu              | Ma              | Me              | Gi              | Ve              | Sa              | Do              | Lu              | Ma              | Me              | Gi              | Ve              | Sa              | Do              | Lu              | Ma              | Me              | Gi              | Ve              | Sa              |                 |
| Agosto          | Do              | Lu              | Ma              | Me              | Gi              | Ve              | Sa              | Do              | Lu              | Ma              | Me              | Gi              | Ve              | Sa              | Do              | Lu              | Ma              | Me              | Gi              | Ve              | Sa              | Do              | Lu              | Ma              | Me              | Gi              | Ve              | Sa              | Do              | Lu              | Ma              |                 |
| Settembre       | Me              | Gi              | Ve              | Sa              | Do              | Lu              | Ma              | Me              | Gi              | Ve              | Sa              | Do              | Lu              | Ma              | Me              | Gi              | Ve              | Sa              | Do              | Lu              | Ma              | Me              | Gi              | Ve              | Sa              | Do              | Lu              | Ma              | Me              | Gi              |                 |                 |
| Ottobre         | Ve              | Sa              | Do              | Lu              | Ma              | Me              | Gi              | Ve              | Sa              | Do              | Lu              | Ma              | Me              | Gi              | Ve              | Sa              | Do              | Lu              | Ma              | Me              | Gi              | Ve              | Sa              | Do              | Lu              | Ma              | Me              | Gi              | Ve              | Sa              | Do              |                 |
| Novembre        | Lu              | Ma              | Me              | Gi              | Ve              | Sa              | Do              | Lu              | Ma              | Me              | Gi              | Ve              | Sa              | Do              | Lu              | Ma              | Me              | Gi              | Ve              | Sa              | Do              | Lu              | Ma              | Me              | Gi              | Ve              | Sa              | Do              | Lu              | Ma              |                 |                 |
| Dicembre        | Me              | Gi              | Ve              | Sa              | Do              | Lu              | Ma              | Me              | Gi              | Ve              | Sa              | Do              | Lu              | Ma              | Me              | Gi              | Ve              | Sa              | Do              | Lu              | Ma              | Me              | Gi              | Ve              | Sa              | Do              | Lu              | Ma              | Me              | Gi              | Ve              |                 |